# 三叉刺
三叉刺（学名：Trifidacanthus unifoliolatus）是豆科三叉刺属的植物。分布于中国大陆的海南等地，生长于海拔200米的地区，多生于稀树干草原中的干生灌丛中及河旁疏林中，目前尚未由人工引种栽培。